# LETA
LETA — латвийское национальное информационное агентство. Является одним из главных источников социально-политической и экономической информации, освещения событий в Латвии и мире.
Основано в 1919 году в Лиепае под названием Latopress, первым руководителем стал Эдмундс Фрейвалдс. В 1920 году переименовано в LETA.
После 1940 года, под названием Латвийское телеграфное агентство (ЛТА) организационно вошло, как одно из подразделений, в ТАСС. 

С 1973 по 1990 год — Информационное агентство при Совете Министров Латвийской ССР — Латинформ (Latinform).
В качестве независимого агентства возобновило работу в 1991 году.
В 2022 г. информационное агентство LETA приобрело самое крупное и известное прибалтийское фотоагентство «Сканпикс».